# レクシー・ベル
レクシー・ベル（Lexi Belle、1987年8月5日 - ）は、アメリカ合衆国のポルノ女優である。
ルイジアナ州インデペンデンス出身。LA Direct Models所属。

## 略歴
2003年、両親と共にカリフォルニア州ロサンゼルスへ移住し、2005年にポルノ女優としてデビュー。当時は18歳で、高校を卒業したばかりだった。なお、アダルト業界に入るきっかけは、高校卒業後に働いていたビデオ店にてスカウトされたことである。
2011年、CNBCによって「最も有名な12人のポルノ俳優」の1人に選ばれた。同年、『ペントハウス』4月号で表紙を飾る。
2012年、テレビドラマ『バフィー 〜恋する十字架〜』のパロディ作品『Buffy the Vampire Slayer XXX: A Parody』で主役に抜擢され、ジェシー・アンドリュースと共演する。テレビドラマ『ジーナ』のパロディ作品『Xena: Warrior Princess XXX』ではフェニックス・マリーと共演した。

## 人物
- 最も誇りに感じている出演作品は『Batman XXX』である[9]。
- お気に入りのポルノ俳優は友人のエイデン・アシュレイやアレクシス・テキサス[9]、アリー・ヘイズ[4]であるが、最も理想とする女優にはベラドンナを挙げている[3]。
- 趣味はライブ鑑賞、ヨガ、スノーボード[3]。
- 高校生のときは、髪型をモヒカン刈りにして、バンドでトロンボーンを吹いていた[4]。
- 現在はペスクタリアン（魚は食べる菜食主義者）である[4]。

## 受賞歴

### AVN
2010年
- Best All-Girl Couples Sex Scene （『Field of Schemes 5』）[10]
- Best New Web Starlet[11]

2011年
- Best Supporting Actress （『Batman XXX: A Porn Parody』）[12]

2012年
- Best Boy/Girl Scene （『The Bombshells 3』）[13]

### XRCO
2010年
- Cream Dream[14]

### FAME
2010年
- Favorite Underrated Starlet[15]